# Manafon (album)
Albums de David Sylvian
When Loud Weather Buffeted Naoshima
(2007) Sleepwalkers
(2010)
Manafon est un album de l'auteur-compositeur-interprète britannique David Sylvian. Il est sorti en 2009 sur son label Samadhisound.

## Histoire
La chanson-titre de l'album doit son nom au village de Manafon, au pays de Galles, et s'inspire du poète R. S. Thomas, qui y a vécu plusieurs années.
En 2011 paraît Died in the Wool – Manafon Variations, un album de remixes et de réinterprétations des chansons de Manafon produites avec la collaboration du compositeur japonais Dai Fujikura. Il inclut plusieurs nouveaux titres, dont des interprétations de deux poèmes d'Emily Dickinson (I Should Not Dare et A Certain Slant of Light), ainsi qu'une installation audio de 18 minutes réalisée pour la Biennale des Canaries 2008-2009 intitulée When We Return You Won't Recognise Us.

## Fiche technique

### Titres

#### Album original
Toutes les paroles sont écrites par David Sylvian.
| No | Titre                             | Musique                                                    | Durée |
| -- | --------------------------------- | ---------------------------------------------------------- | ----- |
| 1. | Small Metal Gods                  | Stangl (en), Sylvian, Fennesz, Moser, Dafeldecker          | 5:49  |
| 2. | The Rabbit Skinner                | Sylvian, Parker, Fennesz, Ryan, Tilbury (en), Mattos       | 4:41  |
| 3. | Random Acts of Senseless Violence | Sylvian, Fennesz, Rowe, Moser, Dafeldecker                 | 7:06  |
| 4. | The Greatest Living Englishman    | Sylvian, Yoshihide, Sachiko M (en), Akiyama (en), Nakamura | 10:55 |
| 5. | 125 Spheres                       | Stangl, Sylvian, Fennesz, Dafeldecker                      | 0:29  |
| 6. | Snow White in Appalachia          | Sylvian, Fennesz, Rowe, Moser, Dafeldecker                 | 6:35  |
| 7. | Emily Dickinson                   | Sylvian, Parker, Fennesz, Tilbury                          | 6:25  |
| 8. | The Department of Dead Letters    | Sylvian, Parker, Fennesz, Tilbury, Mattos                  | 2:25  |
| 9. | Manafon                           | Sylvian, Fennesz, Rowe, Moser, Dafeldecker                 | 5:23  |

#### Died in the Wool
Toutes les paroles sont écrites par David Sylvian, sauf I Should Not Dare (For N. O.) et A Certain Slant of Light (For M. K.), deux poèmes d'Emily Dickinson.
| 1.  | Small Metal Gods                      | Stangl, Sylvian, Fennesz, Moser, Dafeldecker     | 5:09 |
| 2.  | Died in the Wool                      | Fujikura, Sylvian                                | 6:03 |
| 3.  | I Should Not Dare (For N. O.)         | Sylvian, Fennesz, Bang (en)                      | 3:24 |
| 4.  | Random Acts of Senseless Violence     | Sylvian, Fennesz, Rowe, Moser, Dafeldecker       | 6:24 |
| 5.  | A Certain Slant of Light (For M. K.)  | Sylvian, Honoré (en), Bang                       | 3:28 |
| 6.  | Anomaly at Taw Head                   | Sylvian, Tilbury                                 | 5:06 |
| 7.  | Snow White in Appalachia              | Sylvian, Fennesz, Rowe, Moser, Dafeldecker       | 5:59 |
| 8.  | Emily Dickinson                       | Sylvian, Parker, Fennesz, Tilbury                | 3:35 |
| 9.  | The Greatest Living Englishman (Coda) | Sylvian, Yoshihide, Sachiko M, Akiyama, Nakamura | 3:06 |
| 10. | Anomaly at Taw Head (A Haunting)      | Sylvian                                          | 3:12 |
| 11. | Manafon                               | Sylvian, Fennesz, Rowe, Moser, Dafeldecker       | 4:05 |
| 12. | The Last Days of December             | Fujikura, Sylvian                                | 6:16 |

| 1. | When We Return You Won't Recognise Us | Henriksen, Fujikura, Sylvian, Prévost, Müller, Butcher, Nakamura | 18:15 |

### Musiciens
- David Sylvian : chant, guitare acoustique, claviers
- Christian Fennesz : guitare
- Werner Dafeldecker : basse
- Michael Moser : violoncelle
- Toshimaru Nakamura : mixage
- Otomo Yoshihide : platine, guitare acoustique
- Burkhard Stangl (en) : guitare
- John Tilbury (en) : piano
- Evan Parker : saxophone
- Joel Ryan : processing
- Marcio Mattos : violoncelle
- Keith Rowe : guitare
- Franz Hautzinger : trompette
- Tetuzi Akiyama (en) : guitare acoustique, guitare électrique
- Sachiko M (en) : sinusoïdes